# Спомен-комплекс Биљаница
Спомен-комплекс у Биљаници се налази на узвишењу изнад Јужне Мораве, недалеко од моста на тој реци. Камени блокови су симболи хумхи, степениште пут до сунца, жртве и напори до слободе. Аутор споменика је вајар Стеван Соколовић из Лесковца. Текст је написао Добрица Ћocић. Подигнут је и откривен 1967. године.
На каменом блоку поред улаза исписан је текст:
4. фебруара 1942. године Бабички партизански одред сруши мост на Морави да је не прелазе немачки и бугарски завојевачи. У том боју падоше партизани:
I
Тома Костић из Братмиловца - 42 године
Боривоје Стоиљковић из Злокућана - 29 година
Најдан Николић из Кумарева - 19 година
Трајко Митић из Орашца - 18 година
Владимир Пешић из Дрћевца - 21 година
Борко Стојановић из Д. Слатине - 29 година
II
Тихомир Ракић из Печењевца - 20 година
Војислав Митровић из Печењевца - 35 година
Тихомир Станковић из Печењевца - 20 година
Тихомир Николић из Печењевца - 22 године
Живко Павловић из Печењевца - 21 година
Милан Ђокић из Живкова - 20 година
III
Радисав Михајловић из Јашуње - 30 година
Светислав Јанковић из Јашуње - 28 година
Мирко Нисић из Јашуње - 32 године
Благоје Нисић из Јашуње - 28 година
Милан Агушевић из Јашуње - 30 година
IV
Боривоје Стаменковић из Лесковца - 16 година
Урош Томић из Лесковца - 20 година
Илија Стаменковић из Јарсенова - 25 година
Ђорђе Стаменковић из Грдашнице - 35 година
Урош Миљковић из Шишаве - 22 године
V
Влада Јанковић из Гркиње - 19 година
Ђура Станковић из Гркиње - 22 године
Ђорђе Мимић из Злокућана - 28 година
Вељко Миљковић из Марине Кутине - 19 година
На врху узвишења је споменик на коме је исписано:

Они постадоше мост људима и слободи за све обале наших  река и векова.